# Jávorszarvas
A jávorszarvas (Alces alces) az emlősök (Mammalia) osztályának párosujjú patások (Artiodactyla) rendjébe, ezen belül a szarvasfélék (Cervidae) családjába és az őzformák (Capreolinae) alcsaládjába tartozó, legnagyobbra növő faja. Egyes kutatók szerint az amerikai alfajok Alces americanus néven külön fajt alkotnak, de ez nem általános vélemény; a két feltételezett faj elterjedési területe ráadásul Kelet-Oroszországban és Mongóliában széles körben átfedi egymást, és gyakori a kereszteződés köztük.

## Előfordulása

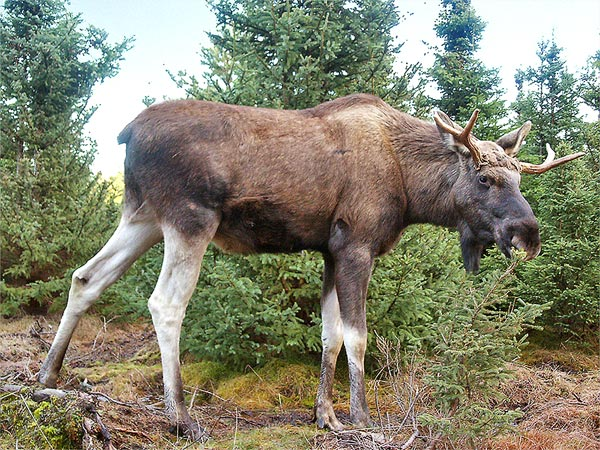
Fiatal bika a grönåseni jávorszarvasparkban (Svédország)

Óriási elterjedési területe van, Skandináviától Észak- Ázsián keresztül Észak-Amerikáig, ezenkívül majdnem egész Kanadában, Alaszkában és az USA északi tagállamaiban él. A Würm-glaciális után a jávorszarvas igen gyakori volt, a gímszarvassal, a grizzlyvel, a szürke farkassal és az emberrel együtt vándorolt be Észak-Amerikába. Amerikában a Cervalces scotti szarvasfajt szorította ki, mely az alaszkai jávorszarvassal nagyjából azonos méretű volt, de primitívebb koponyafelépítés és óriási, háromlapátos agancs jellemezte. Az amerikai jávorszarvas tehát több mint 10 000 éve, eurázsiai rokonaitól függetlenül fejlődött.
Óriási területén belül lápos, mocsaras, nagyrészt elegyes erdőkben él. Csak tűlevelű erdőkben rendszerint nem fordul elő. Ingoványos égeresek és nyíresek, főleg az erdős tundra és a folyók menti nagy mocsarak a kedvelt élőhelyei. Öblök és tengerpartok mentén is él, például a Balti-tengernél, középhegységekben is előfordul, de a meredek hegyoldalakat elkerüli. A bővebb táplálék miatt a víz közelségét keresi, de ha sok a szúnyog, az erdős tundra valamivel magasabban fekvő területeire húzódik vissza. Nagyon jól és kitartóan úszik, ezért a nagy tavak szigeteit is benépesíti, egyes területeken előszeretettel keresi fel ezeket, ha oda egyetlen ellensége, a farkas nem tud utána menni. Sokat és nagy távolságokra vándorol. Szétterpeszthető patái lehetővé teszik, hogy behatoljon a lápokba és mocsarakba. Azokat a területeket, ahonnan kiirtották, ismét gyorsan benépesíti, ha elérhető távolságban nagy jávorszarvas-állományok vannak.
Magányos állatok Kelet- és Közép-Európáig is eljutnak, ahol ez a szarvasfaj a jégkorszak után egészen az Alpokig gyakori volt. Jelenleg a jávorszarvas-állomány erősen növekszik elterjedési területeinek nyugati és délnyugati határvidékein. Lengyelország nagy területeit már újra benépesítette, és ahol még 25 évvel ezelőtt hiányzott, már ott is népes állományai vannak. Magyarországhoz legközelebb Szlovákia és Ausztria északi részén élnek állandó állományai. Hazánkban az elmúlt évtizedekben csak néhány alkalommal (az 1970-es–1980-as években összesen ötször) figyelték meg, melyek mind a perempopulációkból elkóborló fiatal egyedek voltak; 1989-ben például egy Borsod-Abaúj-Zemplén megyei (Szuhogy környéki) vadászat során ejtettek el egy fiatal bikát.
Eredeti elterjedési területétől távol él egy betelepített populációja Új-Zélandon. 1910-ben tíz állatot engedtek szabadon Fjordlandon, Új-Zéland déli szigetén.

## Alfajai
- Európai jávorszarvas (Alces alces alces) Linnaeus, 1758 - Skandinávia, Lengyelország, balti államok, Észak-Oroszország az Urál hegységtől nyugatra
- Jakut jávorszarvas (Alces alces pfizenmayeri), Nyugat-Szibéria
- Kamcsatkai jávorszarvas (Alces alces buturlini), Kelet-Szibéria és Kamcsatka
- Amuri jávorszarvas (Alces alces cameloides) Milne-Edwards, 1867 - Amur-vidék, Mongólia, Mandzsúria
- Yellowstone-jávorszarvas (Alces alces shirasi), az Egyesült Államok északnyugati része, Dél-Alberta
- Kelet-kanadai jávorszarvas (Alces alces americanus) Clinton, 1822 - Kanada keleti része és Maine állam
- Nyugat-kanadai jávorszarvas (Alces alces andersoni), Kanada nyugati része és Minnesota
- Alaszkai vagy óriás jávorszarvas (Alces alces gigas), Alaszka, kanadai Yukon terület

Egy további alfaj volt a kaukázusi jávorszarvas (Alces alces caucasicus) Vereshchagin, 1955, melyet a 19. század során irtottak ki őshazájából, a Kaukázus vidékéről.
Az alfajokba rendezés terén korántsem egységesek a zoológusok, vannak, akik az összes amerikai alfajt egyetlen alfajba vonják össze. 
Mások két különálló fajra osztják fel az óvilági és az újvilági alfajokat.
Szerintük van az eurázsiai jávorszarvas (Alces alces) és az amerikai jávorszarvas (Alces americanus).

## Megjelenése
Ez a szarvasfaj a legnagyobb a ma élők közül. Testhossza 240-310 centiméter, farokhossza 5–12 cm, testsúlya 200-490 kilogramm nőstényeknél, 380–700 kg hímeknél, marmagassága 1,4-2,1 m. A legnagyobb kilőtt példány 2,33 méter marmagasságú 820 kilogramm tömegű volt. A tehénnek nincsen agancsa, a bikának viszont ez a legfőbb jellegzetessége, melynek növekedése elérheti a 7 cm-t is hetente. Az ágak már röviddel a tövük felett kiszélesednek és szétálló, hatalmas lapátokká fejlődnek, melyeknek 40-nél is több csúcsa lehet. Csaknem vízszintesen állnak a fejen, így a jávorszarvas agancsainak fesztávolsága könnyen elérheti a 2 métert. A legnagyobb fesztávolságú agancs 2,1 méteres és 36 kilogrammos volt. A gyenge és fiatal állatok csak egyszerű agancsokat növesztenek. A nagy lapátagancsok még hatalmasabbnak tűnnek, amikor háncs borítja őket.
Orrlyukai nagynak látszanak és távol vannak egymástól, fülei hosszúak és szélesek, a fej hátsó felén találhatók és oldalra állnak. Teste nagy, majdnem lószerű. Vállai erősek, háta hátrafelé lejt, ezért oldalról nézve nem a többi szarvasfaj megközelítőleg négyzetes testformáját látjuk. Hosszú, erőteljes lábai nagyon nagy, szétterpeszthető patákban és jól fejlett mellékpatákban végződnek. Ezek növelik a járófelületet és csökkentik a súlyos állat által a talajra gyakorolt nyomást, ami jelentős alkalmazkodást jelent a mocsaras-lápos élettérhez, de a magas hóban is nagyon jól tud mozogni a nagy patákkal. A jávorszarvas kevésbé mélyre süllyed a hóba, mint az azonos súlyú gímszarvas, amely hasig eltűnik a magas hóban és fáradságosan tör magának utat. További feltűnő jellegzetessége a felső ajak, mely mindkét nemnél lelógó „pofát" képez, ez szemből széles formát ad a jávorszarvas arcának. A táplálkozásban igen fontos szerepe van ennek a pofának. Állán szakáll is van. Szőrzetének színe a sötét szürkésbarnától a feketés-barnáig terjed, a lába mindig világos. A szőrszálak jóval sűrűbben állnak, mint a többi szarvasfajnál általában - ez a hideghez való alkalmazkodás következménye.

## Életmódja

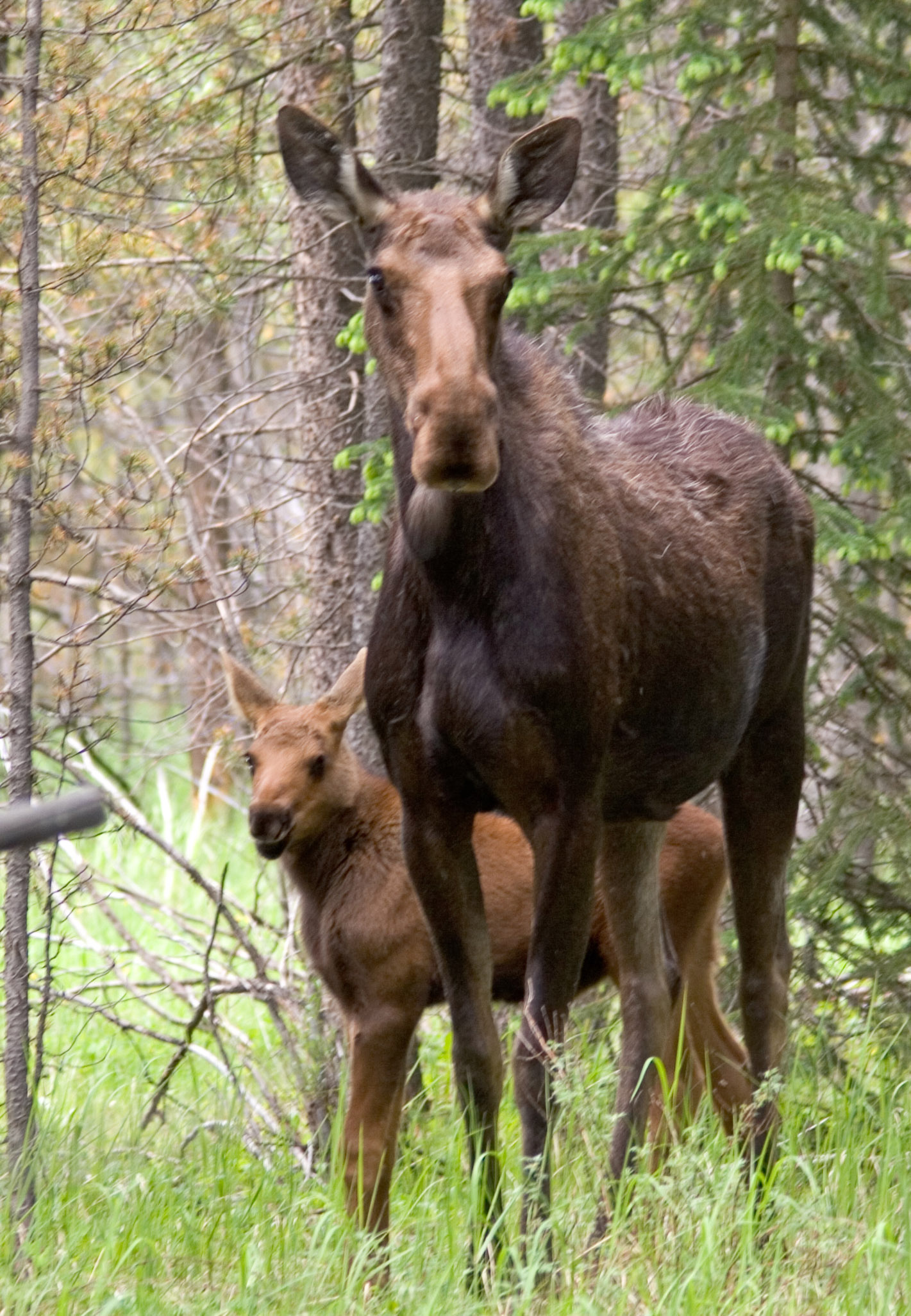
Jávorszarvas tehén a borjával

A két északi szarvasfaj, a jávorszarvas és a rénszarvas életmódja erősen eltér a többi szarvasétól, a jávorszarvas magányosan él. Ez a nőstényekre is érvényes, melyek a legtöbb nagy testű szarvassal ellentétben nem verődnek csapatokba. Egyedül vezetik utódukat, és amikor az önállóvá válik, a tehén egyedül marad, amíg ismét megellik. A bikák az üzekedés idején nem gyűjtenek háremet maguk köré; rövid együtt töltött idő és a párzás után elhagyják a nőstényt és új partnereket keresnek. Az üzekedés nem korlátozódik egy meghatározott időtartamra, mint a többi nagy szarvasnál, mivel egy terület tehenei nem mind egyszerre lesznek párzásra képesek, mint például a gímszarvasnál. A jávorszarvasnak nincs territóriuma, csak időleges lakóhelyeket használ. Ez állandóan mozgásban tartja a teljes állományt. Ez az egyik fontos oka a jávorszarvas-állományok gyors regenerálódásának. A jávorszarvasnak nincs különösebben rögzült napi aktivitási ritmusa sem, mivel sok területen nyáron nagyon hosszúak a nappalok, télen pedig az éjszakák. Nagyon jó a hallása és a szaglása, de nem túl jó a szeme.
A jávorszarvast lomblevél- és rügyevőnek nevezhetjük. Nyáron a levelek és hajtások képezik táplálkozása alapját, télen főleg a rügyek, de ezt mindig több-kevesebb vízinövénnyel egészíti ki. A sekély vizekben gázol, és ott békaszőlőt, átokhínárt és más magasabb rendű vízinövényeket legel. Táplálékának fontos részét képezik a mocsári növények is, ezekből főleg létfontosságú káliumot és egyéb olyan anyagokat - nyomelemeket is - nyer, amelyek a levéltáplálékból
hiányoznak. Nyaka rövid, ami arra kényszeríti, hogy elülső lábait erősen szétterpessze legelészés közben, ez azt mutatja, hogy ez a szarvasfaj nem a füves pusztákhoz alkalmazkodott, hanem a cserjésekhez, ahol táplálékát az ágakról szedi. Ilyenkor az igen mozgékony pofa szolgál fogószervként, segítségével a jávorszarvas anélkül szedheti le a leveleket, hogy az ágakat is leharapná. A jávorszarvas számára a legnehezebb időszak a tél. A hó lelassítja mozgását, agancsa nincs és csak patájával tud védekezni.
Természetes ellensége a farkas és a medve. Veszélyben főleg a borjak vannak. kb. 50%-uk esik áldozatul a ragadozóknak, azonban ha elérik az 1 éves kort, nagy esélyük van az életben maradásra.
Van még egy természetes ellenségük, ami lényegesen kisebb, mint a ragadozók, de azoknál sokkal veszélyesebb, a kullancs. A jávorszarvas élőhelyeinek délibb, viszonylag szárazabb területein nagy számban pusztulnak el a vérszívók áldozataként.

## Szaporodása
Párzási időszak kezdetekor a bika gödröt ás és megtölti a saját szaganyagával, ami pontos információt ad a tehenek számára a leendő apáról. A tehenek meghempergőznek ebben a szaganyagban, jelezve, hogy ezt a hímet választották. Egy-egy gödörben több tehén is megfordul, akik közül a bika az, aki eldönti, melyikük alkalmas az utódja kihordására. Aki nem felel meg az elvárásainak, azt egyszerűen elüldözi magától. A nőstények általában ikerborjakat, nemritkán hármas ikreket ellenek, ezek kétéves korukig maradnak anyjuk mellett. 
A vemhes jávorszarvastehén nyáron ellik. A borjak 9 hónap vemhesség után születnek és 3-4 hónapig szopnak. Borjai nem pettyesek. Születésük után rögtön követik anyjukat, és a következő borjú megszületéséig, legalább egy évig, néha 2 évig vele maradnak. A fiatal állatok 2,5-3 évesen ivarérettek: a bikák később, mint a tehenek.

## Egyéb
A volt Szovjetunió területén kísérletek folynak háziasítására, hús- és tejtermelés céljából.

## Képek

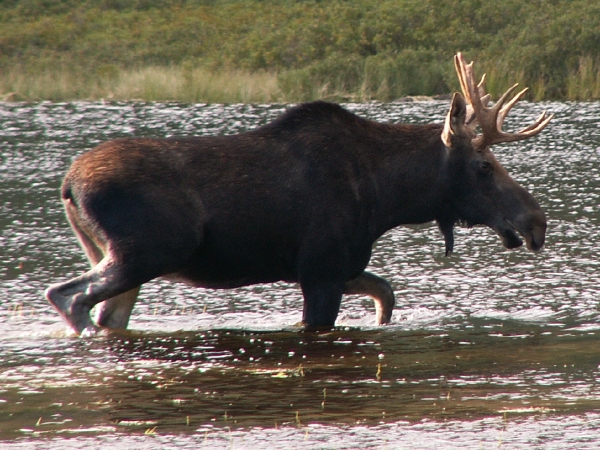
Jávorszarvas bika
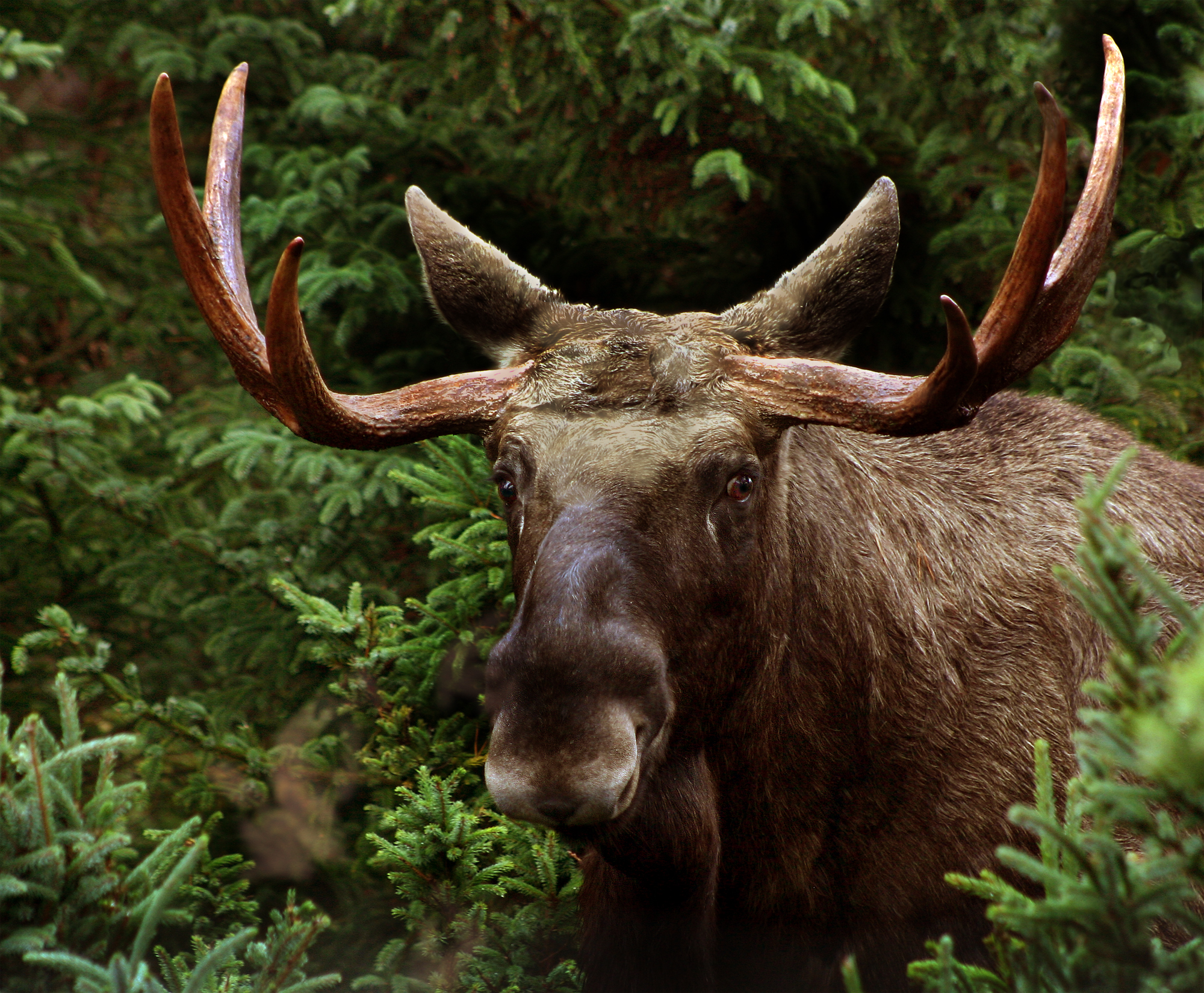
Jávorszarvas bika portré
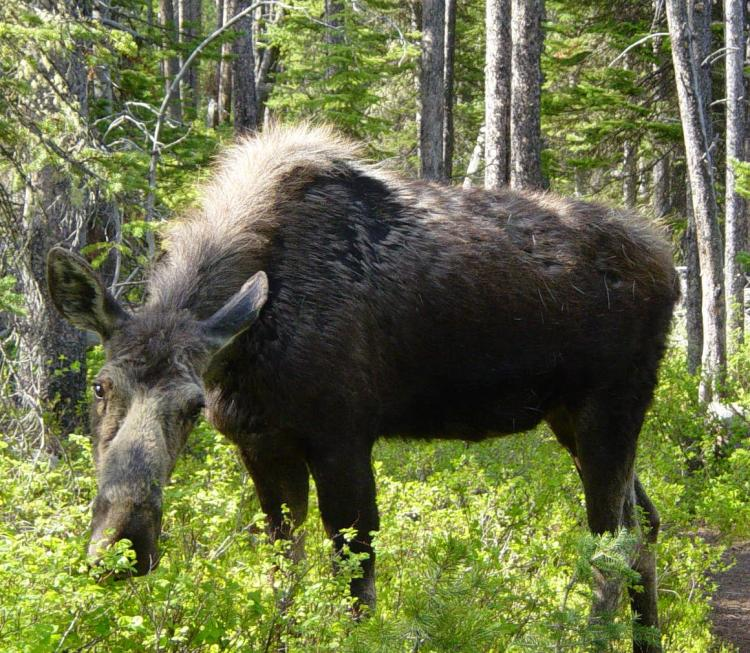
Jávorszarvas tehén
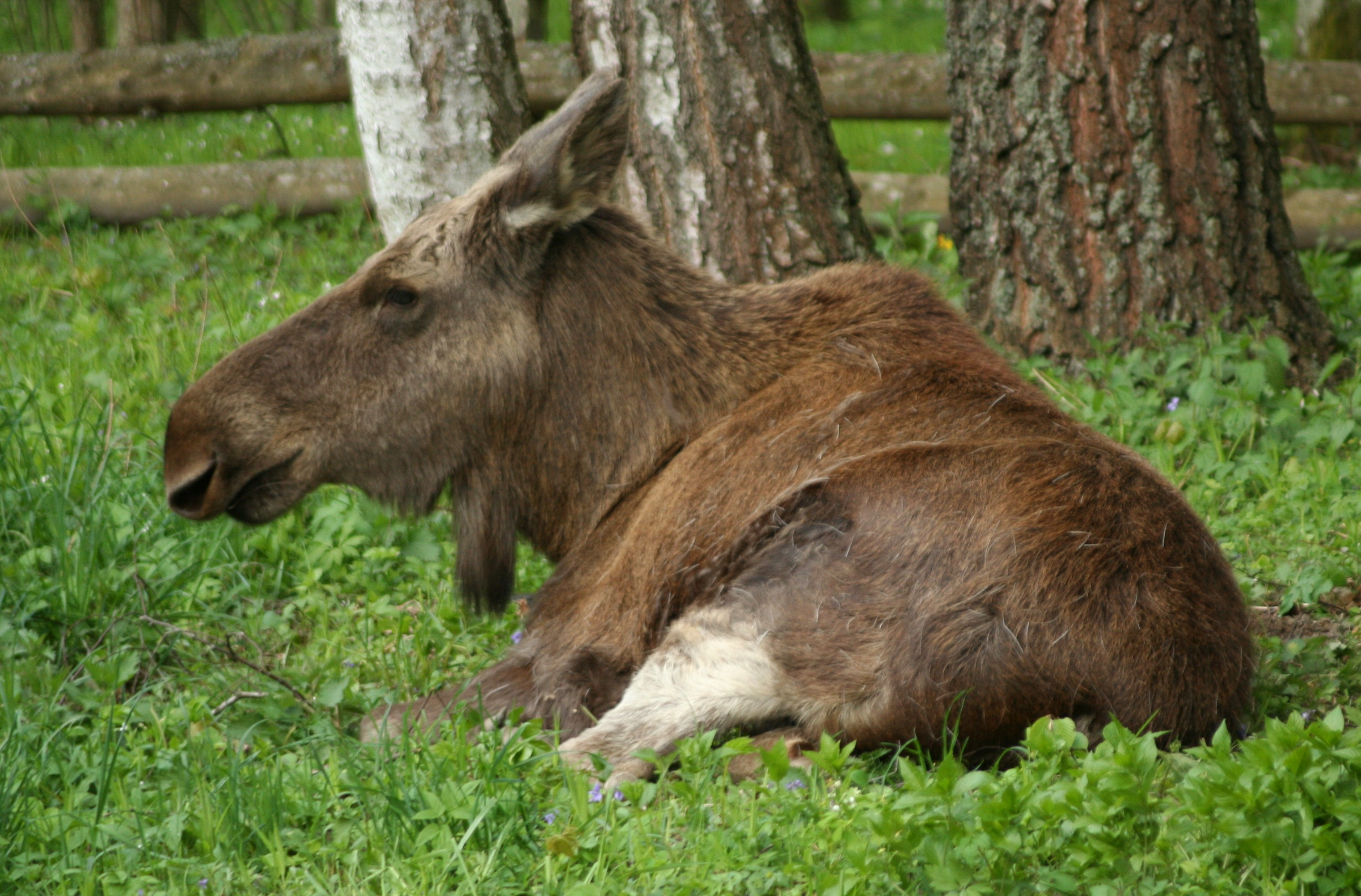
Jávorszarvas tehén
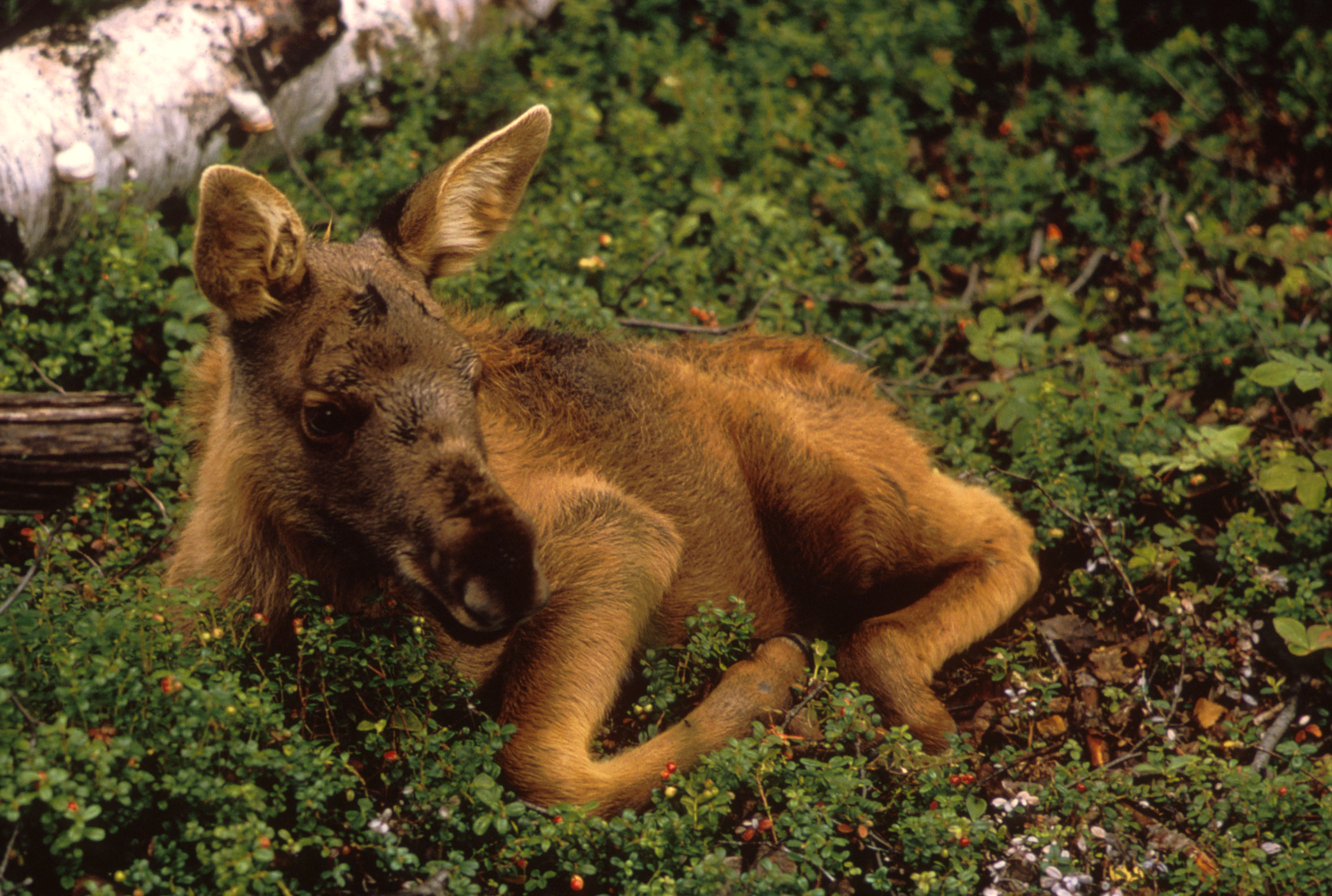
Jávorszarvas borjú
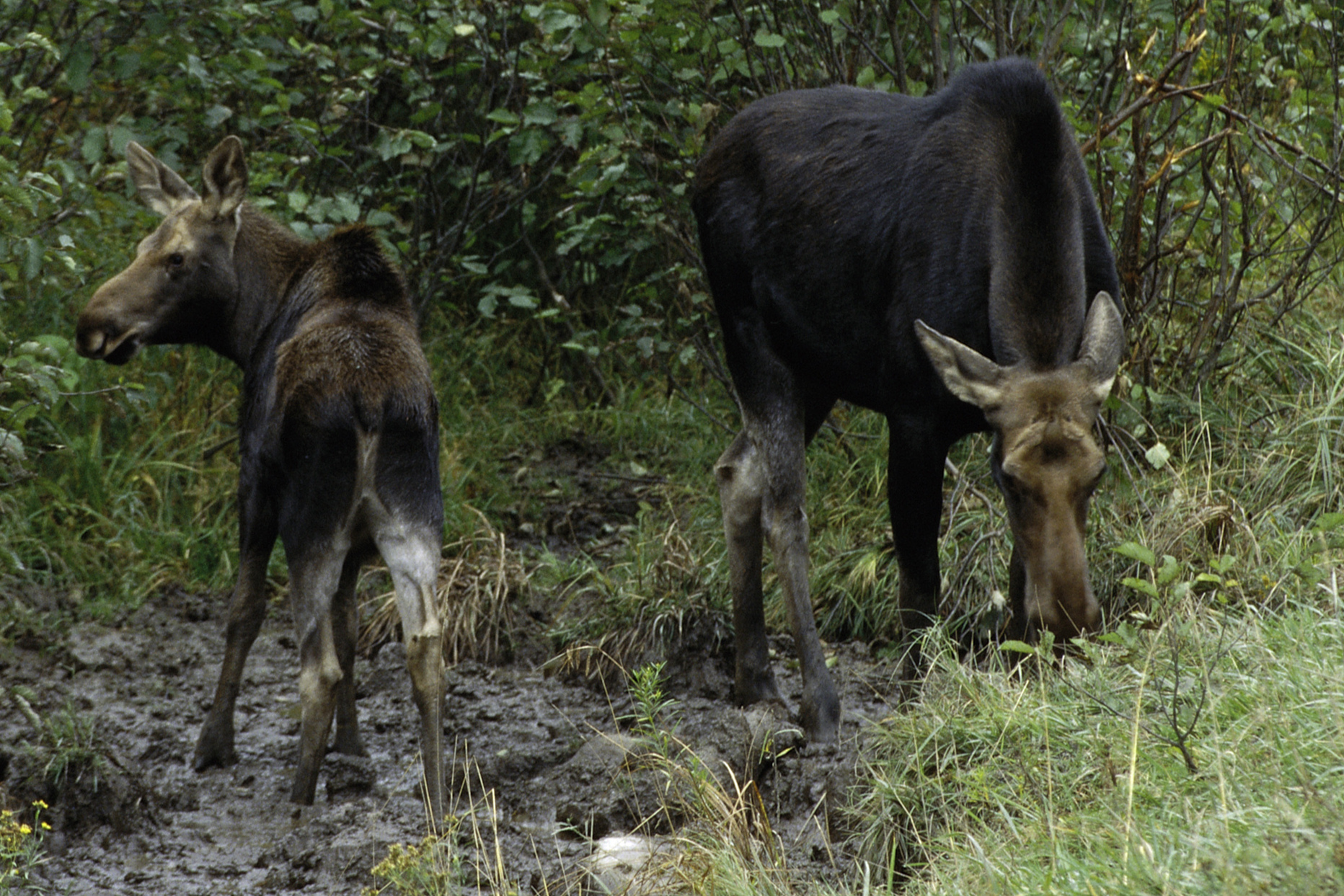
Tehén a borjával
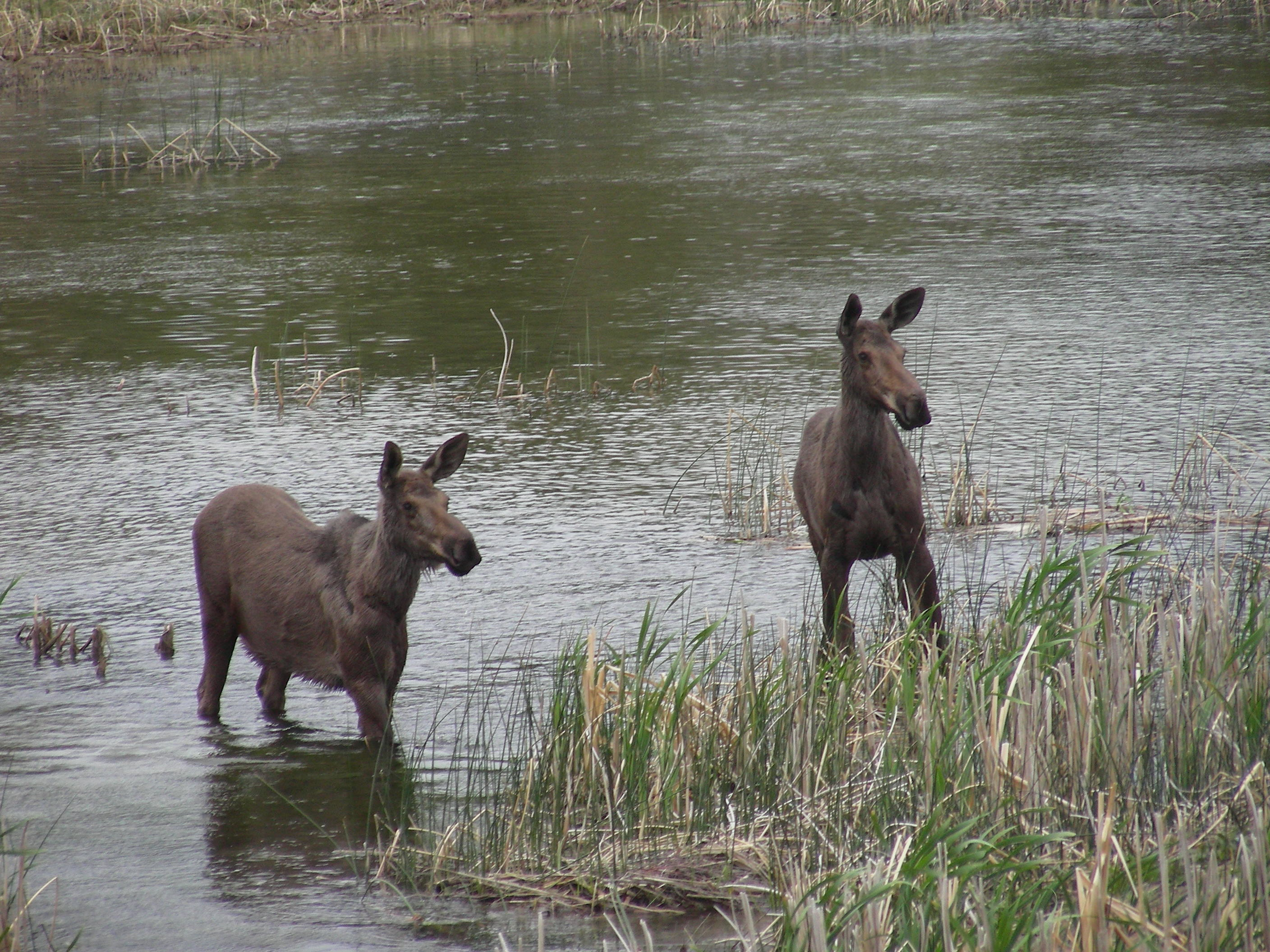
Fiatal jávorszarvasok
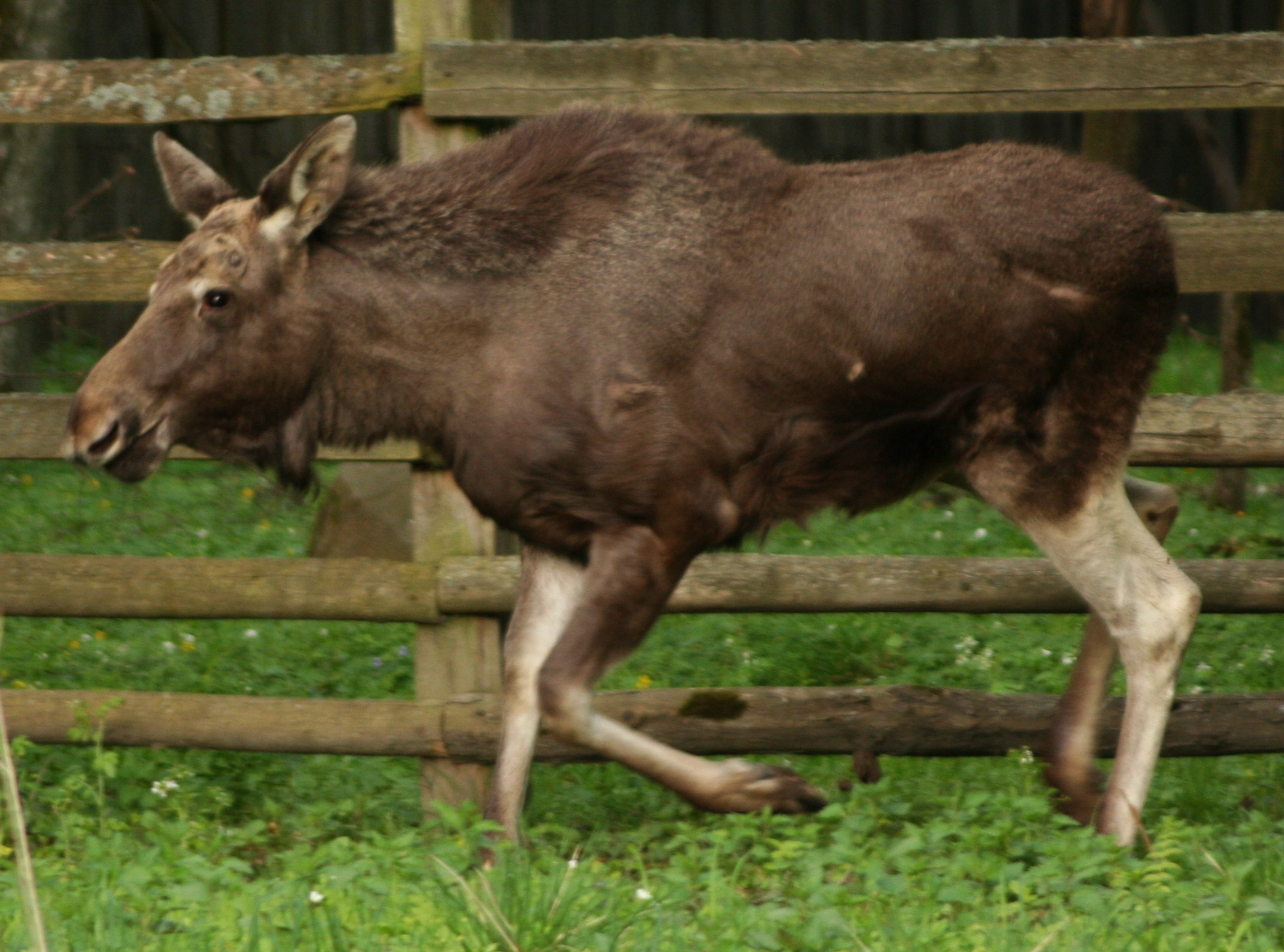
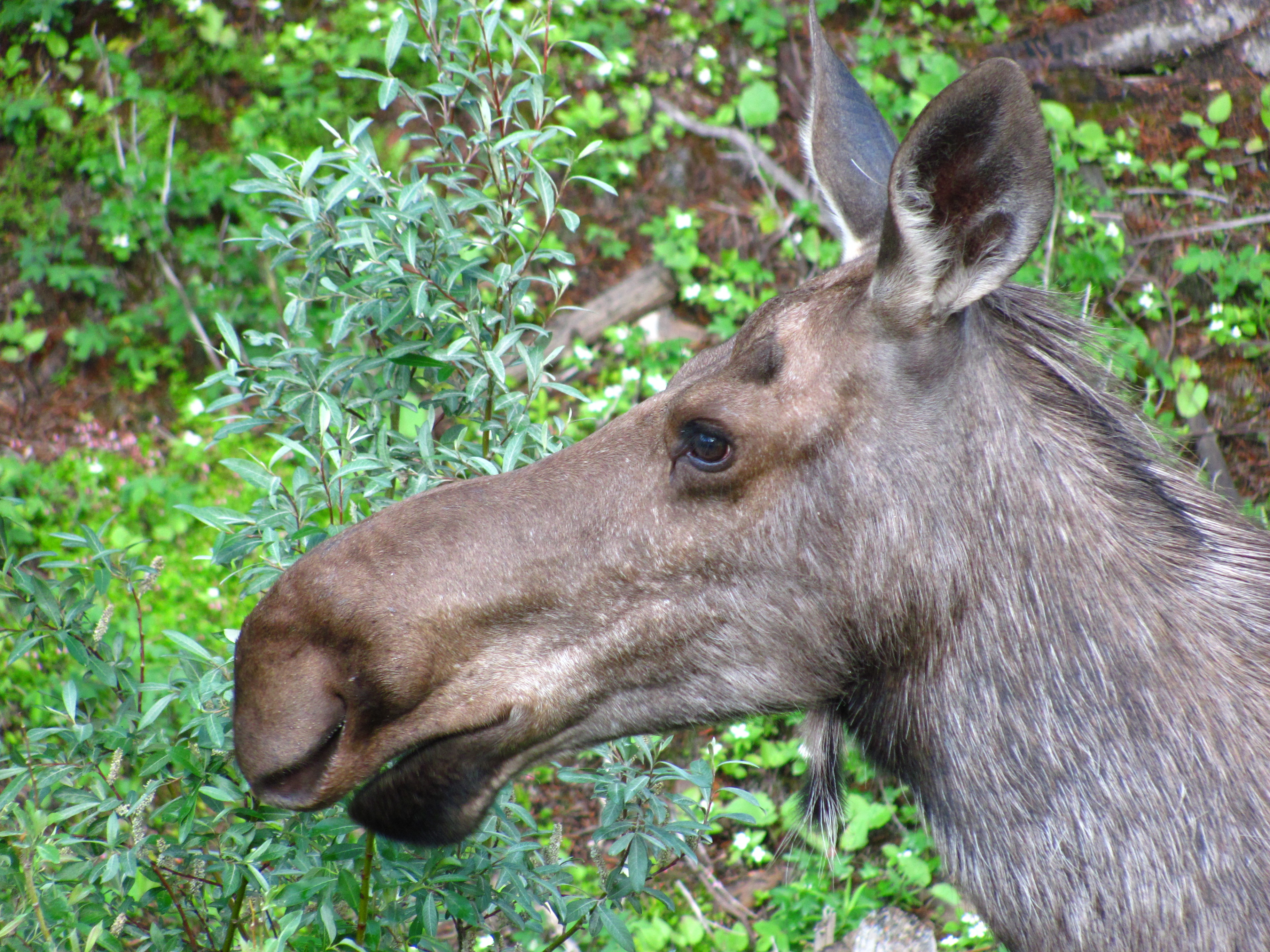
Jávorszarvas tehén portré
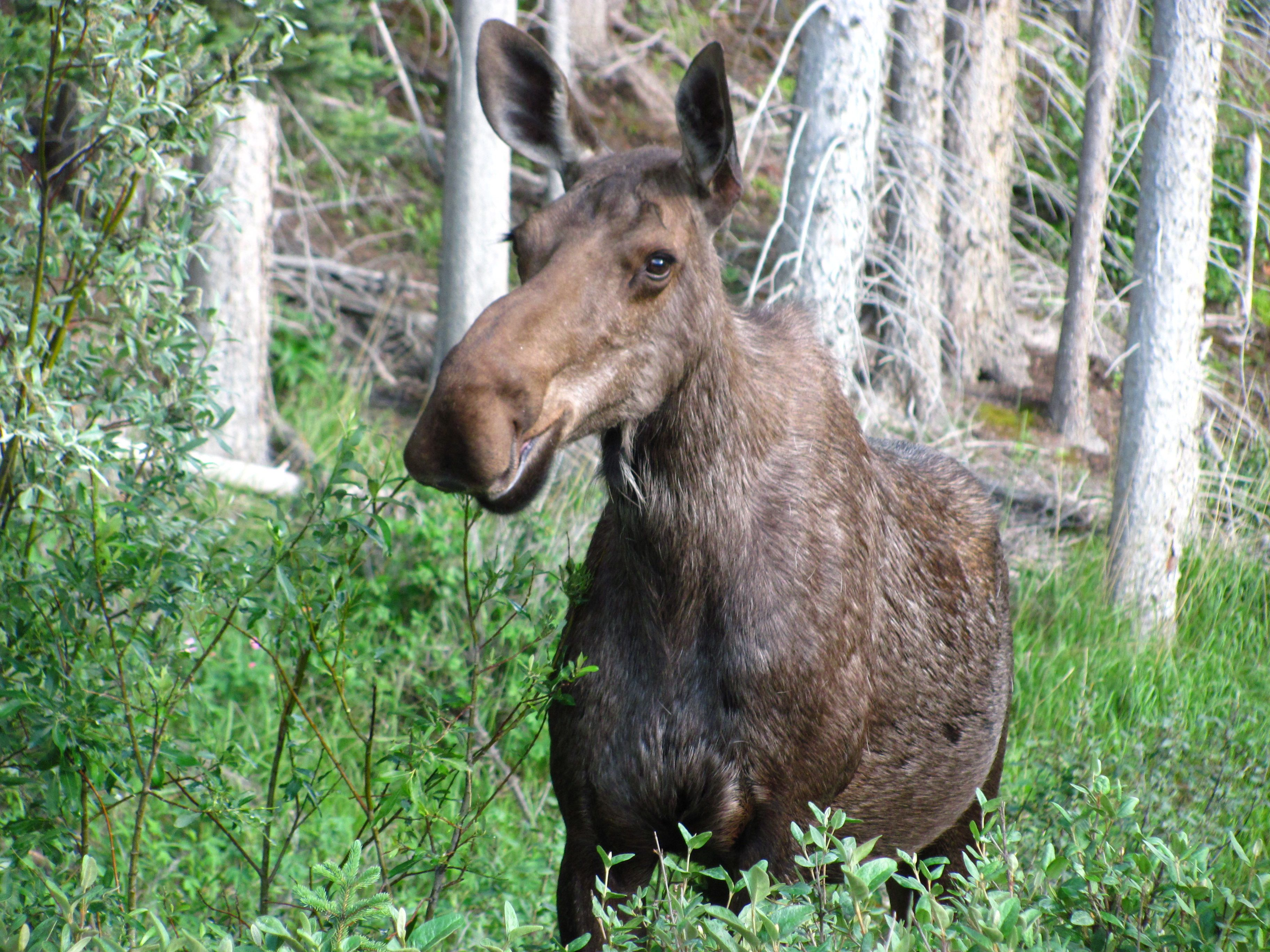
Jávorszarvas tehén
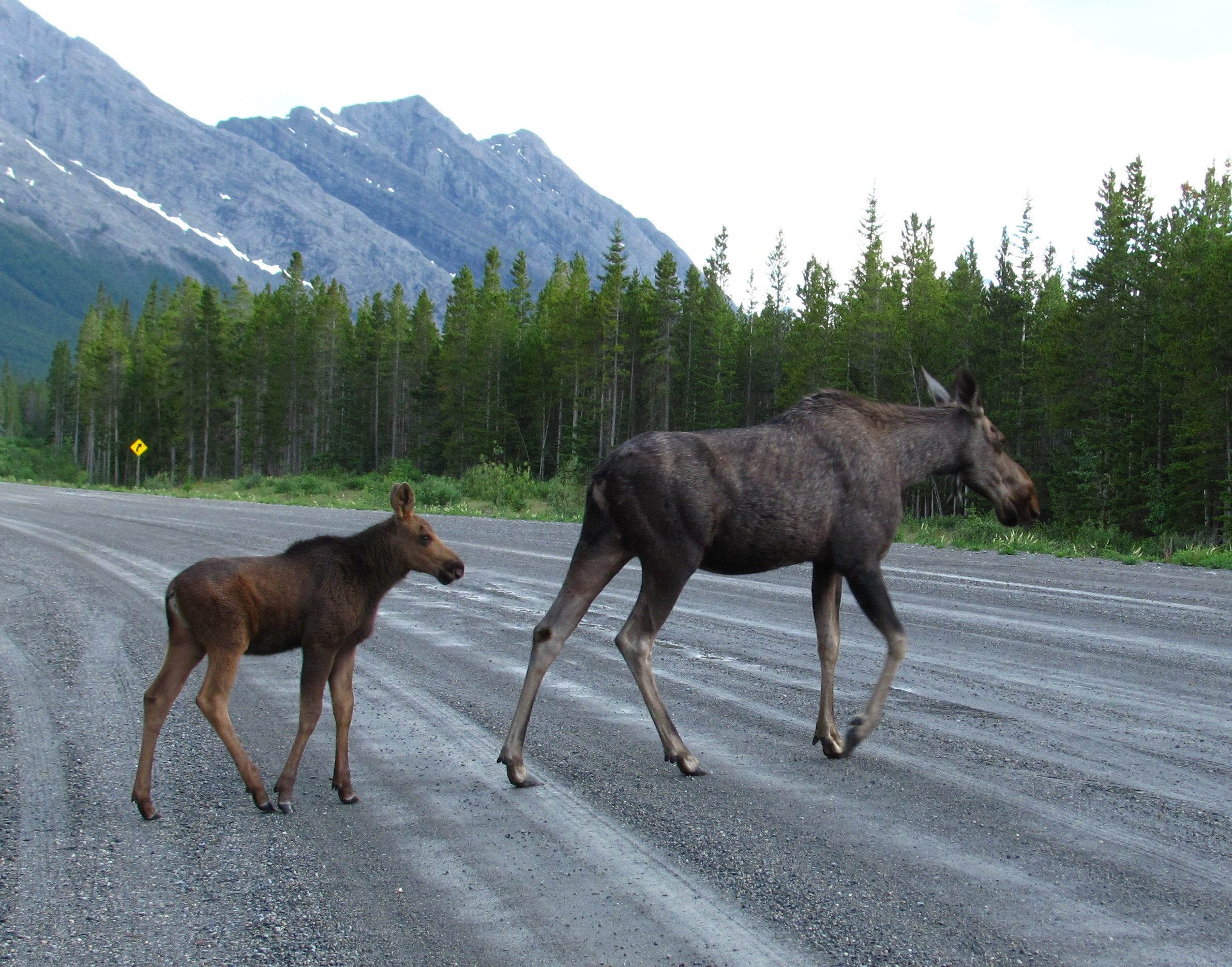
Jávorszarvas tehén és borjú az úton
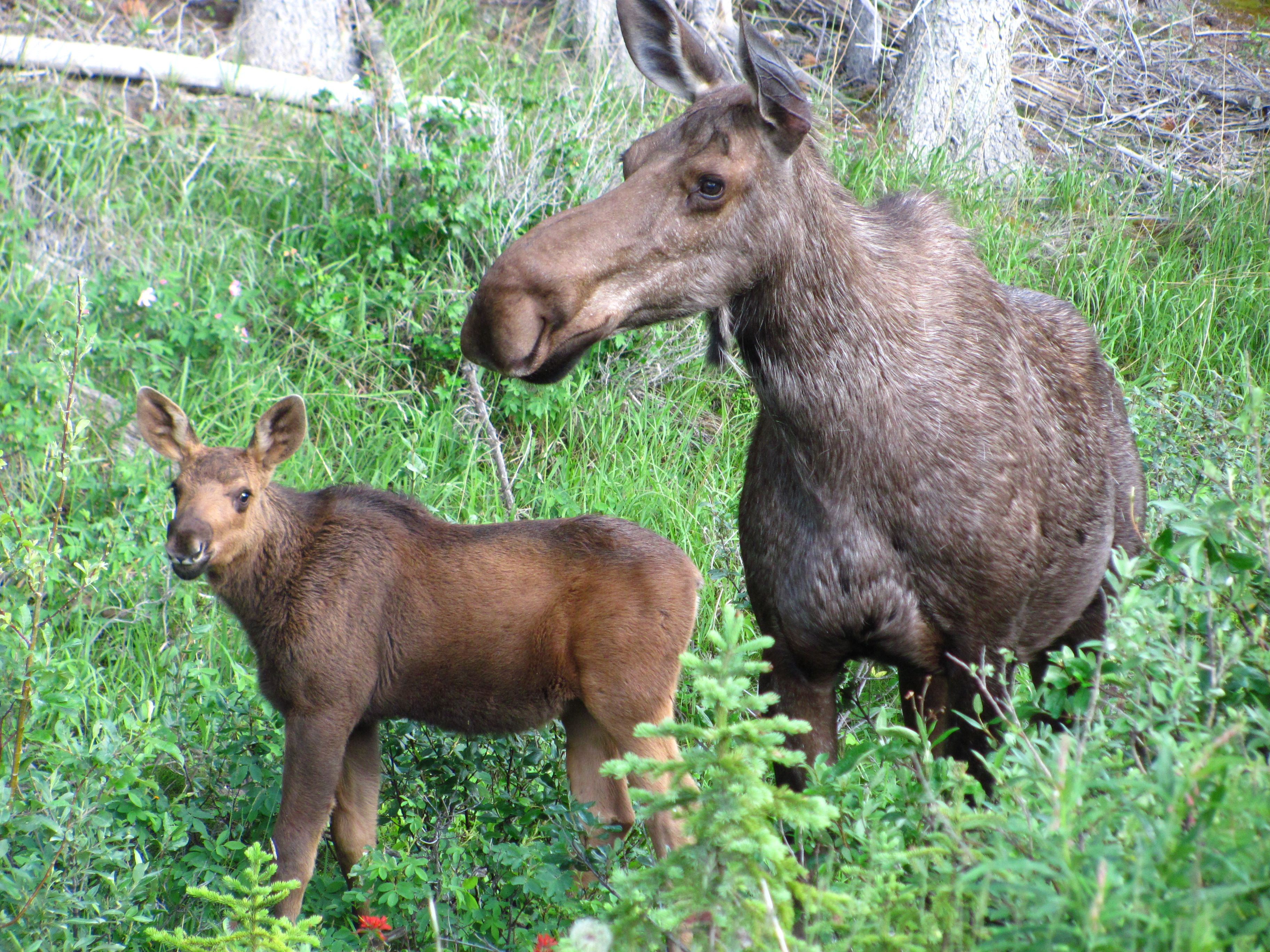
Jávorszarvas tehén és borjú